# العلاقات المكسيكية الباكستانية
العلاقات المكسيكية الباكستانية هي العلاقات الثنائية التي تجمع بين المكسيك وباكستان.

## مقارنة بين البلدين
هذه مقارنة عامة ومرجعية للدولتين:
| وجه المقارنة                                              | المكسيك                                                                               | باكستان                     |
| --------------------------------------------------------- | ------------------------------------------------------------------------------------- | --------------------------- |
| المساحة (كم2)                                             | 1.97 مليون                                                                            | 881.91 ألف                  |
| عدد السكان (نسمة)                                         | 130.53 مليون                                                                          | 197.02 مليون                |
| الكثافة السكانية (ن./كم²)                                 | 66.26                                                                                 | 223.4                       |
| العاصمة                                                   | مدينة مكسيكو                                                                          | إسلام آباد                  |
| اللغة الرسمية                                             | اللغة الإسبانية                                                                       | لغة إنجليزية، اللغة الأردية |
| العملة                                                    | بيزو مكسيكي                                                                           | روبية باكستانية             |
| الناتج المحلي الإجمالي (بليون دولار)                      | 1.15 تريليون                                                                          | 304.95 مليار                |
| الناتج المحلي الإجمالي (تعادل القوة الشرائية) بليون دولار | 2.16 تريليون                                                                          | 946.67 مليار                |
| الناتج المحلي الإجمالي الاسمي للفرد دولار أمريكي          | 9.01 ألف                                                                              | 1.43 ألف                    |
| الناتج المحلي الإجمالي للفرد دولار أمريكي                 | 17.32 ألف                                                                             | 4.81 ألف                    |
| مؤشر التنمية البشرية                                      | 0.756                                                                                 | 0.538                       |
| رمز المكالمات الدولي                                      | +52                                                                                   | +92                         |
| رمز الإنترنت                                              | .mx                                                                                   | .pk                         |
| المنطقة الزمنية                                           | منطقة زمنية وسطى، المنطقة الزمنية الجبلية، زمن منطقة المحيط الهادئ، منطقة زمنية شرقية | ت ع م+05:00                 |

## منظمات دولية مشتركة
يشترك البلدان في عضوية مجموعة من المنظمات الدولية، منها:
| علم المنظمة | اسم المنظمة                        | تاريخ انضمام المكسيك | تاريخ انضمام باكستان |
| ----------- | ---------------------------------- | -------------------- | -------------------- |
|             | يونسكو                             | 4 نوفمبر 1946        | 14 سبتمبر 1949       |
|             | وكالة ضمان الاستثمار متعدد الأطراف | 1 يوليو 2009         | 12 أبريل 1988        |
|             | الأمم المتحدة                      | 7 نوفمبر 1945        | 30 سبتمبر 1947       |
|             | الفريق المعني برصد الأرض           | ?                    | ?                    |
|             | الاتحاد البريدي العالمي            | ?                    | ?                    |
|             | البنك الدولي للإنشاء والتعمير      | 31 ديسمبر 1945       | 11 يوليو 1950        |
|             | المنظمة الهيدروغرافية الدولية      | ?                    | ?                    |
|             | الاتحاد الدولي للاتصالات           | 1 يوليو 1908         | 26 أغسطس 1947        |
|             | منظمة حظر الأسلحة الكيميائية       | ?                    | ?                    |
|             | مؤسسة التمويل الدولية              | 20 يوليو 1956        | 20 يوليو 1956        |
|             | منظمة التجارة العالمية             | 1995                 | ?                    |
|             | منظمة الشرطة الجنائية الدولية      | ?                    | ?                    |

## وصلات خارجية
- موقع وزارة الخارجية المكسيكية
- موقع وزارة الخارجية الباكستانية